# Dicranota (Polyangaeus) subapterogyne
Dicranota (Polyangaeus) subapterogyne is een tweevleugelige uit de familie Pediciidae. De soort komt voor in het Nearctisch gebied.